# アンタッチャブル (映画)
『アンタッチャブル』（The Untouchables）は、1987年のアメリカ合衆国のクライム映画。監督はブライアン・デ・パルマ、出演はケビン・コスナー、ロバート・デ・ニーロ、ショーン・コネリーなど。禁酒法時代のアメリカ・シカゴを舞台に、正義のためにギャングのボスであるアル・カポネを逮捕しようとするアメリカ合衆国財務省捜査官たちのチーム「アンタッチャブル」の戦いの日々を描いた実録映画。捜査チームの主任捜査官だったエリオット・ネスの自伝を基にしている。なお自伝はテレビドラマ化され大ヒットしている。
主人公を助ける老警官役のショーン・コネリーが第60回アカデミー賞助演男優賞、第45回ゴールデングローブ賞助演男優賞を受賞した。また、日本でも第30回ブルーリボン賞外国作品賞を受賞した。
主役のエリオット・ネス役に抜擢されたケビン・コスナーは、この作品での好演により、ハリウッド・スターの仲間入りを果たした。また、ジョージ・ストーン役のアンディ・ガルシアは、大階段でのアクションで注目を集め、そのキャリアスタートとなった。

## ストーリー
1920年代から30年代初期の禁酒法は闇酒場を横行させ、アル・カポネをボスとする犯罪組織は酒の密造とカナダからの密輸により莫大な利益をあげていた。地元の警察や裁判所を買収しているギャングたちが市民への殺人も厭わない状況に、政府はアメリカ第三の大都会であるシカゴへ財務省のエリオット・ネスを派遣する。大張りきりで自信満々のネスは、赴任早々、シカゴ市警の警官たちを引き連れて密造酒摘発で手柄を立てようとするが、ギャングに買収されていた警官が情報を漏らしていたため失敗。さらに新聞記者に失敗した場面の写真を撮られて世間の失笑を買い意気消沈するが、帰り道で会った初老の警官ジム・マローンに「警官の仕事は手柄を立てる事ではなく、無事に家に帰る事だ」と教えられる。
翌日、屈辱に耐えながら出勤したネスに、抗争の巻き添えになって死んだ少女の母親が面会に訪れる。改めてその悲しみを訴えられ、諦めないでと励まされたネスは、新たな決意を胸にマローンを呼び出す。ネスはシカゴを牛耳るアル・カポネを逮捕する決意をマローンへ打ち明け、信頼できる仲間と班を編成するために協力してほしいと頼む。カポネの実力を知るゆえに躊躇うマローンだが、警官としての生き方を貫くことを決意する。警察学校の生徒だった新米のジョージ・ストーン、財務省から応援にきた簿記係のオスカー・ウォレスといった個性派だが優秀な四人が揃ったところで、マローンが全員に銃を持たせて密造酒の摘発に向かう。実績を挙げたネスの元にギャングから賄賂が贈られてくるが、彼は賄賂を拒否したため家族の身に危険が迫り、妻子と離れて暮らすことになる。
家族と別れたネスは、ウォレスのアドバイスでカポネを脱税の罪で起訴する方針を固める。ネス一行はマローンの情報を元に、カナダ警察と協力してカポネ・ファミリーの密造酒密輸の現場を押さえることとなった。銃撃戦の末にギャングたちを殺すことになったが、ファミリーの帳簿係と帳簿という証拠が手に入った。しかし、カポネは報復としてウォレスと帳簿係を殺害し、さらに部下のフランクに命じてマローンも殺害する。証人を失った検察は及び腰となり起訴を取り下げようとするが、ネスとストーンはマローンの死に際のメッセージを頼りに、逃亡を図るファミリーの会計係を確保するためシカゴ・ユニオン駅に向かう。列車の発車時刻寸前に現れたカポネ・ファミリーとの銃撃戦を経て会計係を確保したネスとストーンは予定通りにカポネを起訴するように働きかけ、カポネの予備審問が開始される。
予備審問で会計係がカポネの脱税を認めるが、カポネが余裕の表情を見せたため、ネスは疑問に感じる。ネスは、フランクがカポネにメモを渡したことを不審に思い、彼が銃を携帯していることを理由に法廷から追い出し身体検査をさせる。フランクの所持品の中からマローンの自宅の住所が書かれた紙マッチが見つかり、彼がマローンを殺したことを確信するが、フランクは廷吏に発砲して逃走する。ネスはフランクを裁判所の屋上に追い詰め殺さずに拘束するが、フランクがマローンの死を侮辱したことに激怒し、彼を屋上から突き落とす。屋上から戻ったネスは、ストーンから「フランクがカポネに渡したメモは買収された陪審員のリストだ」と聞かされ、ネスは陪審員を入れ替えるように判事に要求する。判事はメモの信憑性を疑問視して拒否するが、ネスは「カポネの帳簿に判事の名前がある」と脅迫し、陪審員の入れ替えを認めさせる。追い詰められたカポネの弁護士は有罪を認め、激怒したカポネは弁護士に殴りかかる。
後日、カポネに有罪判決が下った記事を読み終えたネスは、ストーンと別れの言葉を交わしてシカゴ市警を後にする。路上で記者から声をかけられた彼は、「禁酒法が廃止になるが」との問いかけに、一杯やるよと答えるのだった。

## 登場人物
エリオット・ネス
演 - ケビン・コスナー
特別捜査官。
ジム・マローン
演 - ショーン・コネリー
警官。アイルランド系。
ジョージ・ストーン
演 - アンディ・ガルシア
下町生まれのイタリア人。警察学校の生徒。
オスカー・ウォレス
演 - チャールズ・マーティン・スミス
エリオットの部下。本省から派遣された。
アル・カポネ
演 - ロバート・デ・ニーロ
ギャングのボス。警察の執拗な捜査に報復を企てる。
フランク・ニッティ
演 - ビリー・ドラゴ
殺し屋。カポネの右腕。
マイク・ドーセット
演 - リチャード・ブラッドフォード
署長。
ウォルター・ペイン
演 - ジャック・キーホー
会計係。
ジョージ
演 - ブラッド・サリヴァン
帳簿係。
キャサリン・ネス
演 - パトリシア・クラークソン
エリオットの妻。
アンダーソン
演 - ピーター・エイルワード
警部補。

## キャスト
| 役名                   | 俳優                           | 日本語吹替             | 日本語吹替               | 日本語吹替                                | 日本語吹替                                                 |
| 役名                   | 俳優                           | フジテレビ版           | テレビ朝日版             | ソフト版                                  | テレビ東京版                                               |
| ---------------------- | ------------------------------ | ---------------------- | ------------------------ | ----------------------------------------- | ---------------------------------------------------------- |
| エリオット・ネス       | ケビン・コスナー               | 根津甚八               | 山寺宏一                 | 大塚芳忠                                  | 津嘉山正種                                                 |
| ジム・マローン         | ショーン・コネリー             | 若山弦蔵               | 有川博                   | 坂口芳貞                                  | 若山弦蔵                                                   |
| ジョージ・ストーン     | アンディ・ガルシア             | 江原正士               | 佐久田修                 | 山野井仁                                  | 平田広明                                                   |
| オスカー・ウォレス     | チャールズ・マーティン・スミス | 富山敬                 | 牛山茂                   | 牛山茂                                    | 牛山茂                                                     |
| アル・カポネ           | ロバート・デ・ニーロ           | 小林清志               | 池田勝                   | 池田勝                                    | 小川真司                                                   |
| フランク・ニッティ     | ビリー・ドラゴ                 | 小島敏彦               | 中田和宏                 | 中田和宏                                  | 西凜太朗                                                   |
| マイク・ドーセット署長 | リチャード・ブラッドフォード   | 今西正男               | 藤本譲                   | 藤本譲                                    | 大塚周夫                                                   |
| ウォルター・ペイン     | ジャック・キーホー             | 北村弘一               | 千田光男                 | 小形満                                    | 水野龍司                                                   |
| 帳簿係ジョージ         | ブラッド・サリヴァン           | 谷口節                 | 立木文彦                 | 立木文彦                                  | 小島敏彦                                                   |
| キャサリン・ネス       | パトリシア・クラークソン       | 安達忍                 | 佐藤しのぶ               | 佐藤しのぶ                                |                                                            |
| 蝶ネクタイの男         | ヴィトー・ダンブロシオ         | 池田勝                 | 宝亀克寿                 |                                           |                                                            |
| スクープ               | スティーブン・ゴールドステイン | 立木文彦               | 檀臣幸                   | 檀臣幸                                    | 桐本琢也                                                   |
| アンダーソン警部補     | ピーター・エイルワード         | 大塚明夫               | 星野充昭                 | 小谷津央典                                | 檀臣幸                                                     |
| 地方検事               | クリフトン・ジェームズ         | 滝口順平               | 緒方賢一                 | 辻親八                                    | 滝口順平                                                   |
| カナダ騎馬隊長         | ロバート・スワン               | 中庸助                 | 水野龍司                 | 水野龍司                                  |                                                            |
| 市会議員               | デル・クローズ                 | 島香裕                 | 島香裕                   | 稲葉実                                    | 稲葉実                                                     |
| ブラックマー夫人       | コリーン・ベイド               | 鈴木れい子             | 小林優子                 | 滝沢久美子                                | 登場シーンカット                                           |
| ネスの娘               | ケイトリン・モンゴメリー       | 坂本真綾               | 川田妙子                 | 奥島和美                                  |                                                            |
| 判事                   | アンソニー・モッカス・Sr       | 槐柳二                 | 大木民夫                 | 稲葉実                                    | 松井範雄                                                   |
| 母親                   | メロディ・レイ                 | さとうあい             | すずき紀子               | 斎藤恵理                                  |                                                            |
| 冒頭ナレーション       |                                | 谷口節                 | 大木民夫                 | -                                         | 小島敏彦                                                   |
| その他                 |                                | 大山高男 稲葉実 山口健 | 長島雄一 青山穣 鈴木正和 | 遠藤純一 小野塚貴志 田尻ひろゆき 清水敏孝 | 辻親八 佐藤晴男 青木誠 佐藤祐四 重松朋 谷井あすか 斎藤恵理 |

フジテレビ版：1990年10月13日『ゴールデン洋画劇場』21:03-23:24（ノーカット）
テレビ朝日版：1998年11月29日『日曜洋画劇場』（約91分）
ソフト版：2001年10月26日発売のDVDに初収録 
テレビ東京版：2003年4月3日『木曜洋画劇場』（約94分）
※2017年9月21日発売の『30周年記念ブルーレイTV吹替初収録特別版』にはソフト版に加え、フジテレビ版とテレビ東京版の日本語吹替を収録。なおパッケージデザインは『思い出の復刻版』のものを踏襲しているが当シリーズには含まれていない。

## スタッフ
- 監督：ブライアン・デ・パルマ
- 製作：アート・リンソン
- 脚本：デヴィッド・マメット
- 音楽：エンニオ・モリコーネ
- 撮影：スティーヴン・H・ブラム
- 編集：ジェリー・グリーンバーグ
- 衣装：ジョルジョ・アルマーニ
- 配給：パラマウント映画

### 日本語版
- 日本語字幕：戸田奈津子（ソフト版）、岡田壮平（プレミアムシネマ版[注 1]）

|      | フジテレビ版    | テレビ朝日版   | ソフト版             | テレビ東京版 |
| 演出 | 小林守夫        | 伊達康将       | 伊達康将             | 佐藤敏夫     |
| 翻訳 | 佐藤一公        | たかしまちせこ | 村治佳子             | 杉田朋子     |
| 調整 | 西村善雄        | 荒井孝         | オムニバス・ジャパン | 高久孝雄     |
| 効果 | リレーション    | リレーション   |                      | リレーション |
| 担当 | 別所孝治 宮澤徹 |                |                      |              |
| 制作 | 東北新社        | 東北新社       | 東北新社             | 東北新社     |
| 解説 | 高島忠夫        |                |                      | 木村奈保子   |

## 地上波放送履歴
| 回数   | テレビ局   | 番組名             | 放送日         | 吹替版       |
| ------ | ---------- | ------------------ | -------------- | ------------ |
| 初回   | フジテレビ | ゴールデン洋画劇場 | 1990年10月13日 | フジテレビ版 |
| 2回目  | フジテレビ | ゴールデン洋画劇場 | 1992年9月26日  | フジテレビ版 |
| 3回目  | 日本テレビ | 金曜ロードショー   | 1994年1月14日  | フジテレビ版 |
| 4回目  | フジテレビ | ゴールデン洋画劇場 | 1996年12月14日 | フジテレビ版 |
| 5回目  | テレビ朝日 | 日曜洋画劇場       | 1998年11月29日 | テレビ朝日版 |
| 6回目  | フジテレビ | ゴールデン洋画劇場 | 2001年6月23日  | フジテレビ版 |
| 7回目  | テレビ東京 | 木曜洋画劇場       | 2003年4月3日   | テレビ東京版 |
| 8回目  | テレビ東京 | 木曜洋画劇場       | 2007年3月15日  | テレビ東京版 |
| 9回目  | テレビ東京 | 午後のロードショー | 2018年3月6日   | テレビ東京版 |
| 10回目 | テレビ東京 | 午後のロードショー | 2021年4月28日  | テレビ東京版 |

## 実話との相違点
- エリオット・ネスは実在の人物であるが、その実像は映画やテレビで描かれてきたものとは大きくかけ離れている。これは晩年に多額の借金で苦しんでいたネスが、自叙伝をドラマチックに仕上げたためである。事実は当時、連邦政府から“国家の敵No.１”とされたカポネ摘発のための任を受けた司法省の検事、ジョージ・ジョンソンが、所得税法違反と禁酒法違反の２つのルートでカポネを挙げようと考え、目立ちたがり屋のネスを禁酒法チームの捜査主任に抜擢したのであるが、実際は脱税での摘発が本命で、ネスを囮に使ったのが真相であると云われる。
- アンタッチャブルのメンバーは、映画ではネスが3人を選んでいるが、実際は財務省が任命した11人の役人であった。
- 映画には妻子ある人物に描かれているが、現実には彼が家族を持ったのはカポネの逮捕の後である。
- カポネ傘下の酒醸造所を摘発しているが、銃撃戦を交えたり、メンバーが殺されたこともない。
- 自伝にも銃撃戦の描写があるが、メンバーは「一度も銃を撃つことはなかった」と証言している。実際のネスのチームは誰も喪うことなく職務を全うしている（ただし、正式メンバーでないネスの運転手が殺されている）。
- 誰も買収には応じなかったとされているが、実際はメンバーの数人は買収されていた。
- 映画では、脱税での立件もネスが主導しているが、実際は脱税チームが起訴したもので、ネスの禁酒法違反容疑での立件は見送られている。
- ネスが生のカポネを目にしたのは、法廷での審理が初めてである。
- フランク・ニッティは劇中では死亡したが、実際は逮捕・収監されたカポネの跡を継いでボスになり、1943年に逮捕される恐怖から自殺している[9]。

## トリビア

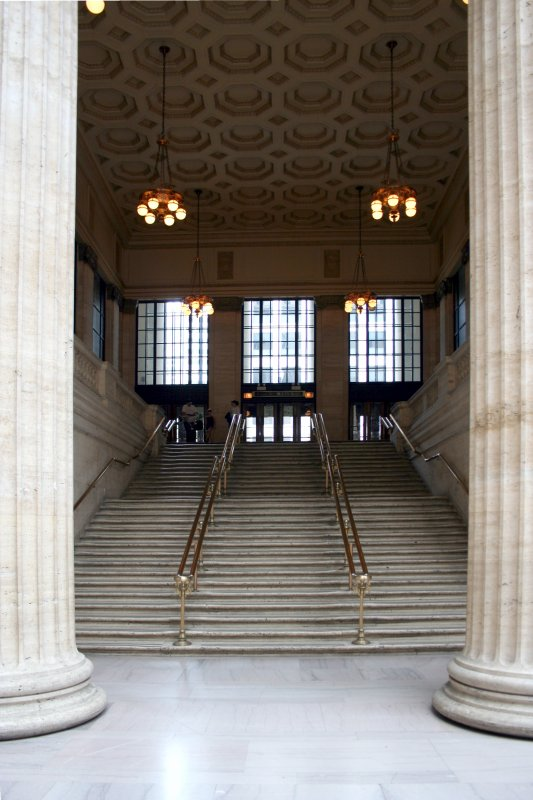
本作で使用された大階段(Grand staircases)

- フランク・ニッティは当初はアンディ・ガルシアが演じる事になっていたが、ガルシアの演技力の高さからアンタッチャブル側のジョージ・ストーン役へと変更となり、ビリー・ドラゴがニッティ役へとなった。
- シカゴ・ユニオン駅でのカポネ一派との銃撃戦において、『戦艦ポチョムキン』の有名なオデッサの階段のシーンが引用されており、公開当時から話題になった。なお、デ・パルマによるともともと引用する気はなく、列車を舞台にした大がかりなアクションシーンを撮ろうとしたが、予算がなくなったので仕方なく「階段落ち」を思いついたとのこと。
- 当初アル・カポネは制作会社の意向によりボブ・ホスキンスが演じる予定であったが、監督のパルマがカポネ役にデ・ニーロを強く推した。デ・ニーロは他のキャストと異なり、スケジュールが多忙で最短で出演シーンの撮影を行った、またデ・ニーロは頭髪を剃りアル・カポネを演じた。体重は直後に別の映画出演が決まっていたので太るわけにいかず、ボディスーツを着用したが、顔だけは太らせて撮影に挑んだ。
- 007シリーズ以降のショーン・コネリーはヒット作に恵まれないスランプ状態で、マネージャーは当時新人だったドルフ・ラングレンのマネージメントを兼任し高額なデニーロに反してギャランティが低く抑えられていたが、本作でアカデミー助演男優賞を受賞したことを切っ掛けにその後も長く活躍することになった[10]。

## 作品の評価

### 映画批評家によるレビュー
Rotten Tomatoesによれば、批評家の一致した見解は「表面は滑らかだが技巧的なタッチが満載のブライアン・デ・パルマの古典的なギャングスリラーは、古い時代のシカゴの犯罪を鋭く概観し、一流のキャストが素晴らしい演技を見せている。」であり、62件の評論のうち高評価は82%にあたる51件で、平均点は10点満点中7.62点となっている。
Metacriticによれば、16件の評論のうち、高評価は13件、賛否混在は3件、低評価はなく、平均点は100点満点中79点となっている。

### 受賞歴
| 賞                 | 部門           | 対象                                                                                | 結果       |
| ------------------ | -------------- | ----------------------------------------------------------------------------------- | ---------- |
| 第60回アカデミー賞 | 助演男優賞     | ショーン・コネリー                                                                  | 受賞       |
| 第60回アカデミー賞 | 美術賞         | パトリツィア・フォン・ブランデンスタイン ウィリアム・A・エリオット ハル・ゴーズマン | ノミネート |
| 第60回アカデミー賞 | 衣装デザイン賞 | マリリン・ヴァンス＝ストレイカー                                                    | ノミネート |
| 第60回アカデミー賞 | 作曲賞         | エンニオ・モリコーネ                                                                | ノミネート |